# Nosologia
La nosologia (del grec antic νόσος, malaltia, i λογία, col·lecta, recaptació) és la branca de la medicina que tracta de les malalties en general i les classifica des del punt de vista explicatiu.